# Rechtsfähigkeit (Österreich)
Die Rechtsfähigkeit in Österreich  beschreibt die Fähigkeit, selbständig Träger von Rechten und Pflichten zu sein. Diese Eigenschaft hat jede natürliche Person, unabhängig von Alter und Geisteszustand, d. h., jeder ist rechtsfähig. So kann zum Beispiel auch ein zwei Monate alter Säugling Erbe und somit rechtsfähig sein. Mit der Rechtsfähigkeit ist aber noch nichts darüber ausgesagt, ob der Rechtsfähige in der Lage ist, durch eigenes Handeln Träger von Rechten und Pflichten zu werden.

## Regelung
Nach österreichischem Recht hat jedermann unter den von den Gesetzen vorgeschriebenen Bedingungen die Fähigkeit, Rechte zu erwerben. Jeder Mensch hat angeborene, schon durch die Vernunft einleuchtende Rechte. Er ist daher als eine Person zu betrachten. Erlaubte Gesellschaften (juristische Personen, das ABGB verwendet den weiteren Begriff moralische Personen) haben im Verhältnis zu Dritten in der Regel die gleichen Rechte wie natürliche Personen.
Für einen Ausländer richtet sich die Rechtsfähigkeit nach seinem Personalstatut. Dem Ausländer können jedoch die angeborenen, „schon durch die Vernunft einleuchtende Rechte“ nicht abgesprochen werden, selbst wenn das Personalstatut des Ausländers etwas anderes vorsieht.
Von der Rechtsfähigkeit zu unterscheiden ist die Geschäftsfähigkeit, das ist die Fähigkeit, sich selbst durch eigene rechtsgeschäftliche Erklärungen zu berechtigen und zu verpflichten.

## Beginn der Rechtsfähigkeit
Die uneingeschränkte Rechtsfähigkeit beginnt mit der vollendeten Geburt. Die vollzogene natürliche oder künstliche Trennung des Kindes vom Mutterleib stellt diesen Zeitpunkt dar. Die Rechtsfähigkeit tritt ein, sobald das Kind ein Lebenszeichen von sich gegeben hat, gleichgültig, ob es später lebensfähig ist oder nicht. Ist strittig, ob eine Lebendgeburt vorliegt, wird im Zweifel vermutet, dass ein Kind lebend geboren wurde. Diese gesetzliche Vermutung hat unter anderem Auswirkungen in erbrechtlichen Fragen, denn nur ein lebend geborenes Kind ist erbfähig. Allerdings kommt auch dem noch ungeborenen Kind eine eingeschränkte Rechtsfähigkeit zu. Es ist unter der Voraussetzung der nachfolgenden Lebendgeburt Rechtssubjekt, soweit dies zu seinem Vorteil ist. Jede Geburt ist durch das Standesamt zu registrieren und eine Geburtsurkunde hierüber auszustellen.

## Ende der Rechtsfähigkeit
Die Rechtsfähigkeit des Menschen endet mit dem Tod. Dieser wird im Sterbebuch des Standesamtes eingetragen. Der Beweis des Todes kann auf verschiedene Art erfolgen:
- Totenschein: Für die Sterbeurkunde ist eine Leichenbeschau sowie die Ausstellung eines Totenscheines (Angabe der Todesursache, Zeitpunkt des Todes) durch den Amtsarzt notwendig.
- Gerichtsbeschluss: Kann keine Sterbeurkunde ausgestellt werden, ersetzt ein Gerichtsbeschluss den Totenschein, wenn das Gericht vom Tod einer bestimmten Person überzeugt ist. Sind Beweismittel (beispielsweise Zeugen oder Bildsequenzen) für den Tod vorhanden, kann dieser meist ohne Probleme ausgestellt werden. Siehe unter Verschollenheit.